# Lothar Thoms
Lothar Thoms (18 de maio de 1956 - 5 de novembro de 2017) foi um ciclista alemão que competiu no ciclismo nos Jogos Olímpicos de Verão de 1980 em Moscou, onde ganhou a medalha de ouro no ciclismo de pista.